# Pkgtools
Pkgtools je balíčkovací systém distribuce Slackware GNU/Linux a některých distribucí od něho odvozených, zároveň je to sada konsolových nástrojů pro správu software v těchto distribucích.
Pkgtools nehlídají, na rozdíl od jiných balíčkovacích systémů závislosti mezi balíčky, proto si při instalaci software v distribucích používající tento balíčkovací systém musíte dát pozor, aby bylo nainstalováno vše potřebné, existují však nástavby nad pkgtools, jako např. Swaret, který plně automatizuje instalaci balíčků a pohlídá za vás i závislosti.

## Balíčky
Balíčky jsou obyčejným gzipovaným archivem .tar → přípona .tgz.
Mají jednoduchou strukturu, která vyjadřuje budoucí umístění instalovaných souborů v adresářové struktuře,
např. pokud balíček obsahuje pouze *spustitelny_soubor ,který má být umístěn do adresáře /usr/bin,
potom je struktura balíčku takováto: 

Příklad struktury tgz balíčku:
```
            install/doinst.sh
                   /slack-required

            usr/bin/*spustitelny_soubor
```

V adresáři install se nacházejí další, nepovinné, informace o balíčku, nejdůležitějšími jsou: textový soubor slack-required, ve kterém jsou uvedeny závislosti na dalších balíčcích a skript doinst.sh, který provádí poinstalační změny.

Samotná instalace probíhá tak, že se soubory z balíčku jednoduše překopírují na místa daná jejich umístěním v balíčku (v našem případě se soubor '*spustitelny_soubor' překopíruje do adresáře /usr/bin), provedou se poinstalační změny (doinst.sh) a uloží se záznam instalace do var/log/packages/.

## Nástroje pro správu software

### Pkgtool
Nabídkový program pro příkazovou řádku, pomocí kterého lze snadno instalovat a odinstalovat .tgz balíčky

### Installpkg
Program, který je určen k instalaci nových .tgz balíčků

### Removepkg
Program, který je určen k odinstalování .tgz balíčků

### Upgradepkg
Jak již název napovídá, pomocí tohoto programu lze přeinstalovávat nainstalované .tgz balíčky 

### RPM2TGZ
Nástroj slouží k převodu balíčků rpm na balíčky .tgz. Název rpm2tgz je slovní hříčkou, pochází z anglického rpm to tgz, což znamená rpm do tgz (častá slovní hříčka: číslo 2 se v angličtině vyslovuje jako stejně jako to)